# Piszczac Drugi
Piszczac Drugi – wieś w Polsce położona w województwie lubelskim, w powiecie bialskim, w gminie Piszczac.
W latach 1975–1998 miejscowość należała administracyjnie do województwa bialskopodlaskiego. 1 stycznia 2013 roku zmieniono nazwę kolonii Pod Lasem na wieś Piszczac Drugi.
Wieś jest sołectwem w gminie Piszczac. W roku 2023 wieś liczyła 170 mieszkańców.
Wierni Kościoła rzymskokatolickiego należą do parafii Podwyższenia Krzyża Świętego w Piszczacu.